# Сейфпур, Мохаммад Эбрахим
Мохаммад Эбрахим Сейфпур Саидабади (перс. محمدابراهيم سيف پور سعدآبادى ‎, род. 3 июля 1938, Тегеран) — иранский борец вольного стиля, чемпион мира, призёр Олимпийских и Азиатских игр.

## Биография
Родился в Тегеране. В 1960 году стал бронзовым призёром Олимпийских игр в Риме. В 1961 году стал чемпионом мира. В 1963 году завоевал серебряную медаль чемпионата мира. В 1964 году на Олимпийских играх в Токио занял 6-е место. В 1965 году вновь стал чемпионом мира. В 1966 году завоевал серебряную медаль Азиатских игр.